# All Nightmare Long
All Nightmare Long è un singolo del gruppo musicale statunitense Metallica, pubblicato il 15 dicembre 2008 come quinto estratto dal nono album in studio Death Magnetic.

## Descrizione
Contiene un riarrangiamento di un assolo e di alcuni riff presenti nel demo Flamingo, con la differenza che il brano definitivo ha un sound più sporco, un ritmo più veloce e una linea di basso più rumorosa e rimbombante.
Il testo parla di incubi, miseria e morte, ed è stato ispirato dalla storia degli Hounds of Tindalos (I Segugi di Tindalos), tratta dal racconto omonimo di Frank Belknap Long. Il racconto parla di un uomo perseguitato da creature provenienti da altre dimensioni.

## Video musicale
Diretto da Roboshobo (Robert Schober) e pubblicato il 7 dicembre 2008, il video (che non ha come protagonista la band) è un falso documentario, ossia riporta fatti alternativi a quelli realmente avvenuti successivamente all'evento di Tunguska del 1908 quando pare che un asteroide sia esploso a diversi chilometri di altezza causando un'esplosione talmente forte da illuminare a giorno il cielo di Londra a mezzanotte. Il video mostra parti di un film d'animazione russo in cui uno scienziato scopre un'innocua forma di vita aliena le cui cellule però, se impiantate in cadaveri animali e umani, possono riportarli in vita. Gli esseri esposti a queste cellule assumono comportamenti particolarmente violenti (queste scene ricordano il film E venne il giorno). L'URSS decide allora di colpire gli USA con quest'incredibile arma di distruzione di massa, prima di intervenire con aiuti militari e umanitari per salvare la potenza nemica da una minaccia ormai fuori controllo. Alla fine del video una bandiera ibrida che unisce quella statunitense a quella sovietica viene issata sul territorio americano ormai sotto il completo dominio russo. Le ultime scene rappresentano la fuga di uno di questi esperimenti (ossia il cadavere di un uomo senza testa riportato in vita) che fugge da un centro di ricerca sovietico.
In un'intervista Kirk Hammett spiegò le origini del video, affermando che aveva acquistato il film da un fan russo per 5 dollari, per poi dimenticarsene successivamente. Solo diversi anni dopo Hammett ritrovò il video e chiese all'amico della sua compagna russa di tradurre parte dell'opera cinematografica. Il chitarrista decise allora di dedicare al suddetto video una canzone, ovvero All Nightmare Long. Solo successivamente si scoprì che in realtà quella di Hammett era una falsa informazione per pubblicizzare il singolo: il film d'animazione non era una pellicola russa e non era nemmeno stato acquistato in Russia.

## Tracce
CD (Europa – parte 1)
1. All Nightmare Long – 7:57 (James Hetfield, Lars Ulrich, Kirk Hammett, Robert Trujillo)
2. Wherever I May Roam (Live) – 6:35 (James Hetfield, Lars Ulrich)
3. Master of Puppets (Live) – 8:20 (James Hetfield, Lars Ulrich, Cliff Burton, Kirk Hammett)

CD (Europa – parte 2)
1. All Nightmare Long – 7:57 (James Hetfield, Lars Ulrich, Kirk Hammett, Robert Trujillo)
2. Blackened (Live) – 6:29 (James Hetfield, Lars Ulrich, Jason Newsted)
3. Seek & Destroy (Live) – 7:45 (James Hetfield, Lars Ulrich)

DVD (Europa)
1. All Nightmare Long – 7:57 (James Hetfield, Lars Ulrich, Kirk Hammett, Robert Trujillo) – audio
2. Berlin Magnetic (Documentary) – 31:51
3. Rock Im Park "Containter" Rehearsal – 14:46

CD (Australia)
1. All Nightmare Long – 7:57 (James Hetfield, Lars Ulrich, Kirk Hammett, Robert Trujillo)
2. Master of Puppets (Live) – 8:20 (James Hetfield, Lars Ulrich, Cliff Burton, Kirk Hammett)
3. Blackened (Live) – 6:29 (James Hetfield, Lars Ulrich, Jason Newsted)
4. Seek & Destroy (Live) – 7:45 (James Hetfield, Lars Ulrich)

CD (Giappone)
1. All Nightmare Long – 7:57 (James Hetfield, Lars Ulrich, Kirk Hammett, Robert Trujillo)
2. Wherever I May Roam (Live) – 6:35 (James Hetfield, Lars Ulrich)
3. Master of Puppets (Live) – 8:20 (James Hetfield, Lars Ulrich, Cliff Burton, Kirk Hammett)
4. Blackened (Live) – 6:29 (James Hetfield, Lars Ulrich, Jason Newsted)
5. Seek & Destroy (Live) – 7:45 (James Hetfield, Lars Ulrich)

## Formazione
Gruppo
- James Hetfield – chitarra, voce
- Lars Ulrich – batteria
- Kirk Hammett – chitarra
- Robert Trujillo – basso

Produzione
- Rick Rubin – produzione
- Greg Fidelman – missaggio, registrazione
- Andrew Scheps – missaggio
- Mike Gillies – registrazione aggiuntiva
- Dana Nielsen – montaggio digitale
- Dan Monti – montaggio digitale
- Kent Matcke – montaggio digitale
- DD Elrich – montaggio digitale
- Sara Lyn Killion – assistenza tecnica
- Joshua Smith – assistenza tecnica
- Adam Fuller – assistenza tecnica
- Jason Gossman – assistenza tecnica
- Jason Mott – assistenza tecnica
- Ted Jensen – mastering

## Classifiche
| Classifica (2009)                | Posizione massima |
| -------------------------------- | ----------------- |
| Austria                          | 51                |
| Belgio (Fiandre)                 | 27                |
| Belgio (Vallonia)                | 18                |
| Finlandia                        | 11                |
| Francia                          | 55                |
| Germania                         | 15                |
| Italia                           | 12                |
| Paesi Bassi                      | 7                 |
| Spagna                           | 6                 |
| Stati Uniti (mainstream rock)    | 9                 |
| Stati Uniti (rock & alternative) | 28                |
| Svezia                           | 44                |